# 秋田中央ビルディング

秋田中央ビルディング（あきたちゅうおうビルディング）とは、秋田県秋田市中通二丁目にある、百貨店とホテルで構成される複合商業ビル。西武秋田店とANAクラウンプラザホテル秋田が入居する。

## 概要
秋田駅前は戦後間もなくバラック建ての商店街「金座街」が形成され発展したが、隘路や雑然としていたため、防災上や美観さらには都市機能の観点からの問題が指摘されていた。このため、1970年（昭和45年）に秋田市が「秋田駅前市街地再開発事業基本計画」を策定し、1974年（昭和49年）都市計画が決定。これを受け、以下の施行地区に分割し再開発に着手した。
- 南地区本工区（敷地面積 0.49ha イトーヨーカドー 地下1階-地上7階、34,284m2 総事業費 71億円）
- 南地区駐車場工区（敷地面積 0.38ha 秋田市駐車場公社 地上5階、地下1階　17,744m2 総事業費 13億円）
- 中央地区（敷地面積 0.78ha 秋田ビューホテル、ほんきん西武+広場・バス停総事業費 約116億円）
- 北第一地区（敷地面積 0.19ha円 未着工）

秋田中央ビルディングは、地区の中核施設とすべく仙台高等裁判所秋田支部跡地に地下2階、地上12階、床面積41,917m2に及ぶビルとして建てられ、上層階には秋田ビューホテル（現：ANAクラウンプラザホテル秋田）、下層階にはほんきん西武（現：西武秋田店）のほか「金座街」に店舗を構えていた地元テナントが入居。このほか金座街跡地には多目的広場や屋根付きのバス停広場、地下には1000台の自転車が収容できる駐輪場が建設され、ほんきん西武とバス停は1984年（昭和59年）4月、秋田ビューホテルは翌月開業した。

## 沿革
- 1970年（昭和45年） - 「秋田駅前市街地再開発事業基本計画」策定。
- 1977年（昭和52年） - 「秋田駅前地区第一種市街地再開発事業」始動。
- 1981年（昭和56年）
  - 2月24日 - 「秋田駅前中央地区市街地再開発組合」設立認可。
  - 7月28日 - 「株式会社秋田中央ビルディング」設立。
- 1983年（昭和58年）
  - 4月21日 - 本金、西友合弁により「株式会社本金西武」設立。
  - 8月20日 - 「金座街」の営業終了。
- 1984年（昭和59年）
  - 4月27日 - 「ほんきん西武」オープン[4][5]。
  - 5月1日 - 「秋田ビューホテル」オープン[6][7]。
- 1988年（昭和63年）3月1日 - 本金西武の西友保有株を西武百貨店に譲渡、西武百貨店子会社となる。
- 1989年（昭和64年）1月7日 - 昭和天皇崩御に伴い、本金西武では半旗を掲げネオンサインを消灯したほか、正月関係のデコレーションを撤去[8]。
- 2001年（平成13年）9月26日 - 「秋田ビューホテル」を運営する日本ビューホテルが東京地裁に民事再生手続開始の申立てを申請。
- 2005年（平成17年）3月1日 - 西武百貨店が本金西武を吸収合併し、西武百貨店直営店舗となる。
- 2006年（平成18年）3月9日 - 「秋田西武」に改称、全館リニューアルオープン[5]。
- 2009年（平成21年）8月1日 - 株式会社そごう・西武発足に伴い、「西武秋田店」に改称。
- 2013年（平成25年）
  - 1月1日 - 西武秋田店にて初の元日営業を実施[9]。
  - 7月5日 - 秋田県と株式会社セブン-イレブン・ジャパン、株式会社そごう・西武にて、10分野の地域活性化包括連携協定を締結[10]。
- 2016年（平成28年）11月2日 - 秋田県と株式会社セブン-イレブン・ジャパン、株式会社そごう・西武にて、高齢者の見守りや雇用推進を支援する協定を締結[11]。
- 2020年（令和2年）
  - 4月18日 - 新型コロナウイルスの感染拡大に伴う、政府の緊急事態宣言全国拡大を受け、当面の間、食品売場を除き西武秋田店が臨時休業[12][13]。
  - 5月15日 - 西武秋田店が営業を再開[14]。
- 2021年（令和3年）
  - 3月18日 - 西武秋田店が3階売り場の営業を終了[15]。
  - 4月22日 - 西武秋田店地階インテリア雑貨売り場先行リニューアルオープン[16]。
  - 4月27日 - 西武秋田店地階リニューアルオープン[16]
  - 4月29日 - 秋田ビューホテルとしての営業を終了[7]
  - 4月30日 - 日本ビューホテルからアビラへの事業譲渡に伴い、秋田ビューホテルが「秋田ホテル」に名称変更[17]。
  - 12月13日 - 秋田ホテルが「ANAクラウンプラザホテル秋田」にリブランド[18]。
- 2022年（令和4年）
  - 4月19日 - 西武秋田店と出前館の連携により、食品売り場の商品約100種類の宅配事業を開始[19]。
  - 5月21日 - 西武秋田店とJR東日本秋田支社、ジェイアール東日本物流が共同で、秋田新幹線こまちを使って、首都圏の定期的な商品輸送を開始[20]。
  - 12月13日 - 穂積志秋田市長がそごう・西武本社を訪れ、同社林拓二社長と面談[21]。西武秋田店の営業と雇用の継続を要望[21]。
- 2023年（令和5年）
  - 7月15日 - 県内記録的大雨の影響により、14時にて西武秋田店閉店。
  - 7月16日 - 西武秋田店臨時休業[22][23]。
  - 9月1日 - セブン&アイ・ホールディングスが、そごう・西武をフォートレス・インベストメント・グループに売却[24]。
  - 9月5日 - フォートレス・インベストメント・グループが、当面の間、西武秋田店の営業継続の方針を固めた[25]。
  - 9月26日 - 穂積志秋田市長と秋田中央ビルディング佐々木利久社長がそごう・西武本社を訪れ、同社田口広人社長と面談[26]。西武秋田店の営業継続を改めて求める[26]。
- 2024年（令和6年）
  - 4月27日 - 西武秋田店開店40周年[5]記念イベントを開催[27]。JR秋田駅前大屋根通りにて、西武秋田店社員が馬口労町竿燈会と共に竿燈を披露[27]。鮮魚売り場ではキハダマグロの解体ショーを開催[27]。
  - 5月31日-6月9日 -  西武秋田店開店40周年を記念して、秋田初開催となる「ズムサタうまいもの博」を開催[28]。同様の催しでは来場者数および売り上げが過去最高を記録[29]。
  - 12月24日 - 西武秋田店開店40周年とクリスマスイブを祝うイベントを催事場にて開催[30]。松本英子が「Squall」や「クリスマス・イブ」など7曲を歌い[30]、お笑いコンビねじが秋田弁を交えたローカルネタでコントを披露[30]。
- 2025年（令和7年）
  - 1月1日 - 13年ぶりに西武秋田店にて元日休業[31]。
  - 1月24日 - 秋田県は「あきたSGDsアワード2024」にて、応募した8企業・団体から西武秋田店など6企業・団体を表彰[32]。
  - 2月9日 - 西武秋田店が、秋田市から「令和6年度秋田市事業系一般廃棄物減量等優良事業者」として表彰[33]。

## 各フロア
▲=「金座街」に出店していた店舗
2006年（平成18年）のリニューアルにより、各階に分散された専門店は2階、3階に集約され、2021年（令和3年）3月18日で3階売り場の営業は終了した。
| 階  | ANAクラウンプラザホテル秋田                                         |                                                                                            |
| --- | ------------------------------------------------------------------- | ------------------------------------------------------------------------------------------ |
| 12F | スカイグリルブッフェレストラン 空桜 SORA バー セント･クリスティーナ |                                                                                            |
| 11F | 客室                                                                |                                                                                            |
| 10F | 客室                                                                |                                                                                            |
| 9F  | 客室                                                                |                                                                                            |
| 8F  | 客室                                                                |                                                                                            |
| 7F  | 客室                                                                |                                                                                            |
| 6F  | フィットネスセンター「ザ・クラブ」                                  |                                                                                            |
| 5F  | 小宴会場・神前式場・ウエディングサロン                              |                                                                                            |
| 4F  | 大宴会場・中宴会場                                                  |                                                                                            |
| 階  | 西武秋田店                                                          | 専門店                                                                                     |
| 3F  | 閉鎖                                                                | 閉鎖                                                                                       |
| 2F  | 婦人服、紳士用品、スポーツ、子供服ほか                              | エステサロン ソシエ フォンテーヌクチュール ▲モード長峯 ▲メガネのコニシ                     |
| 1F  | 婦人服、紳士服、婦人紳士雑貨、化粧品ほか                            | ANAクラウンプラザホテル秋田フロント 中華料理 花梨                                          |
| B1F | 食品、インテリア雑貨、催事場、化粧品ほか                            | レストラン街 ・稲庭うどん「佐藤養助 秋田店」 ・和そば「そば一」 ・ラーメン「南秋ラーメン」 |

### ビル内のATM
- 秋田銀行秋田駅前支店秋田中央ビルディング出張所
- 北都銀行秋田駅前支店秋田中央ビルディング出張所
- セブン銀行本店西武秋田店共同出張所
- クレディセゾンATM

## 近隣施設
- フォンテAKITA
- 秋田ステーションビル
  - トピコ
  - アルス
- 秋田オーパ